# Esteban Servellón
Esteban Servellón (* 16. Oktober 1921 in San Esteban Catarina; † 12. August 2003 in San Salvador) war ein salvadorianischer Komponist, Musiker, Dirigent und Musikpädagoge.
Servellón begann im Alter von acht Jahren eine Violinausbildung, später kamen noch die Bratsche und das Cello hinzu. Seine ersten Lehrer waren Gabriel Melara (Solfège) und Anselmo Navarrete (Violine). Er absolvierte dann ein Musikstudium an der Escuela Nacional de Música “Rafael Olmedo” unter Leitung von Domingo Santos.
1940 wurde er Tubist des von José María Martínez geleiteten Orchesters des Ersten Infanterieregiments. Im Folgejahr holte ihn Humberto Pacas als Geiger und Tubist zum Orquesta de los Supremos Poderes, dem er bis 1949 angehörte. Als Kontrabassist spielte er in Pepe Sandovals Jazzorchester. In seiner Heimatstadt gründete Servellón die Musikschule Cecilio Orellana.
Als Stipendiat der Regierung setzte er seine Ausbildung von 1952 bis 1956 an der Accademia Nazionale di Santa Cecilia in Rom fort. Nach seiner Rückkehr nach El Salvador wurde er Leiter des Conservatorio Nacional de Música. Ab 1958 war er stellvertretender Leiter des Orquesta Sinfónica del Ejército, von 1963 bis 1973 war er als Nachfolger von Alejandro Muñoz Ciudad Real Leiter des Orchesters. Daneben trat er als Gastdirigent mit vielen Orchestern Mittelamerikas und der USA auf.
Von 1976 bis 1979 war Servellón Bratschist im Orquesta Sinfónica de Xalapa in Veracruz. Von 1980 bis 1991 hatte er eine Professur an der Musikfakultät der Universidad Veracruzana inne und gründete dort das Kammerorchester der Fakultät. Nach seiner Rückkehr nach El Salvador 1992 wurde er stellvertretender Leiter des Orquesta Sinfónica und dann Direktor der Musikschule am Centro Nacional De Artes .
Als Komponist trat Servellón u. a. mit einem Requiem, einem Kontrabasskonzert, sinfonischen Dichtungen und kammermusikalischen Werken hervor. Er wurde 1996 als Hijo Merítisimo de El Salvador geehrt und erhielt 1998 den Premio Nacional de Cultura.

## Werke
- Suite de Cuerdas
- Suite Retrospectivas
- Sonatina para Pequeña Orquesta
- Cuarteto de Cuerdas "Tres Alotrópicos"
- Introducción y Rondó für Kontrabass und Streicher
- Concertino für Kontrabass und Orchester
- Sihuehuet, sinfonische Dichtung
- Faetón, sinfonische Dichtung
- Zipitín, sinfonische Dichtung
- Nawilin, Schauspielmusik für ein Stück von Waldo Chávez Velasco